# Municipio de Southeast
El municipio de Southeast (en inglés: Southeast Township) es un municipio ubicado en el condado de Orange en el estado estadounidense de Indiana. En el año 2010 tenía una población de 1603 habitantes y una densidad poblacional de 11,6 personas por km².

## Geografía
El municipio de Southeast se encuentra ubicado en las coordenadas 38°26′40″N 86°22′57″O / 38.44444, -86.38250. Según la Oficina del Censo de los Estados Unidos, el municipio tiene una superficie total de 138.13 km², de la cual 137,82 km² corresponden a tierra firme y (0,23 %) 0,32 km² es agua.

## Demografía
Según el censo de 2010, había 1603 personas residiendo en el municipio de Southeast. La densidad de población era de 11,6 hab./km². De los 1603 habitantes, el municipio de Southeast estaba compuesto por el 98,07 % blancos, el 0,44 % eran amerindios, el 0,12 % eran asiáticos, el 0,25 % eran de otras razas y el 1,12 % eran de una mezcla de razas. Del total de la población el 0,94 % eran hispanos o latinos de cualquier raza.